# Ella no es ella
"Ella no es ella" (tradução portuguesa: "Ela não é ela") foi a canção que representou a Espanha no Festival Eurovisão da Canção 1994 que teve lugar em Dublin, na Irlanda.
Foi interpretada em castelhano por Alejandro Abad. Foi a vigésima-primeira canção a ser interpretada na noite do festival, a seguir à canção austríaca "Für den Frieden der Welt", interpretada por Petra Frey e antes da canção húngara "Kinek mondjam el vétkeimet?", cantda por Friderika Bayer. A canção espanhola terminou em 18.º lugar (entre 25 participantes), recebendo um total de de 17 pontos. No ano seguinte, em 1995, a Espanha foi representada pela canção "Vuelve conmigo", interpretada por Anabel Conde.

## Autores
- letrista: Alejandro Abad;
- Compositor: Alejandro Abad;
- Orquestrador: Josef Llobell